# Бирофельд (станция, населённый пункт)
Бирофельд — упразднённая станция в Биробиджанском районе Еврейской автономной области России. На момент упразднения входила в состав Бирушинского сельсовета (ныне на территории Бирофельдского сельского поселения). Исключена из учётных данных в 1998 году.

## География
Населённый пункт располагался у одноимённой железнодорожной станции Дальневосточной железной дороги, на расстоянии примерно 3 километров (по прямой) к северу от села Опытное Поле.

## История
Возникла в 1941 году в связи со строительством железнодорожной станции на линии Биробиджан I — Ленинское Дальневосточной железной дороги.
По данным на 1949 год состояло из 21 хозяйства, в административном отношении входила в состав Бирушкинского сельсовета.
В 1991 году на станции значилось 5 хозяйств. На основании Закона ЕАО от 28 октября 1998 г. № 55-03 станция Бирофельд исключена из учётных данных.

## Население[1]
| Год             | 1949 | 1964 | 1991 |
| --------------- | ---- | ---- | ---- |
| население, чел. | 84   | 82   | 11   |